# 십만대산
십만대산(중국어 간체자: 十万大山, 정체자: 十萬大山, 병음: shíwàndàshān)은 중국 광서성 서남부에 동북-서남 방향으로 뻗은 산맥이다. 동북쪽의 흠주에서부터 서남쪽의 베트남-중국 국경에 이른다. 길이는 100여 킬로미터, 폭 30-40 킬로미터, 총면적 2600 평방킬로미터에 달한다. 주봉은 상사현 남부의 시량령(해발 1462 미터)이다.